# Acanthochitonidae
Acanthochitonidae (borstelkeverslakken) is een familie keverslakken.

## Kenmerken
Deze kleine tot middelgrote keverslakken kunnen worden herkend aan hun brede, gestekelde gordel en grote bossen lange borstels. De schelpplaten zijn vrij sterk gekield, grofkorrelig en worden overlapt door de gordel. Het articulament is sterk ontwikkeld. Ze vertonen ongeveer vijf spleten in de voorrand van de kopplaat. De insertieplaten hebben een enkele inkeping aan weerszijden.

## Verspreiding en leefgebied
Cryptochiton stelleri Middendorff, 1847, die van Japan via Alaska tot Californië voorkomt en als de grootste keverslak wordt beschouwd, behoort tot deze familie.
In de Europese zeeën komen twee soorten voor:
- Acanthochitona crinita (Pennant, 1777) (Kleine borstelkeverslak)
- Acanthochitona fascicularis (Linnaeus, 1767) (Grote borstelkeverslak)

Van een derde soort (Acanthochitona discrepans (Brown, 1827)) is de taxonomische status twijfelachtig.

## Onderfamilies en geslachten
- Subfamilie Acanthochitoninae Pilsbry, 1893
  - Acanthochitona J.E. Gray, 1821
  - Craspedochiton Shuttleworth, 1853
  - Cryptoconchus Blainville in Burrow, 1815
  - Leptoplax Dall, 1882
  - Notoplax H. Adams, 1861
- Subfamilie Cryptochitoninae Pilsbry, 1893
  - Cryptochiton Middendorff, 1847